# Fazila Jeewa-Daureeawoo

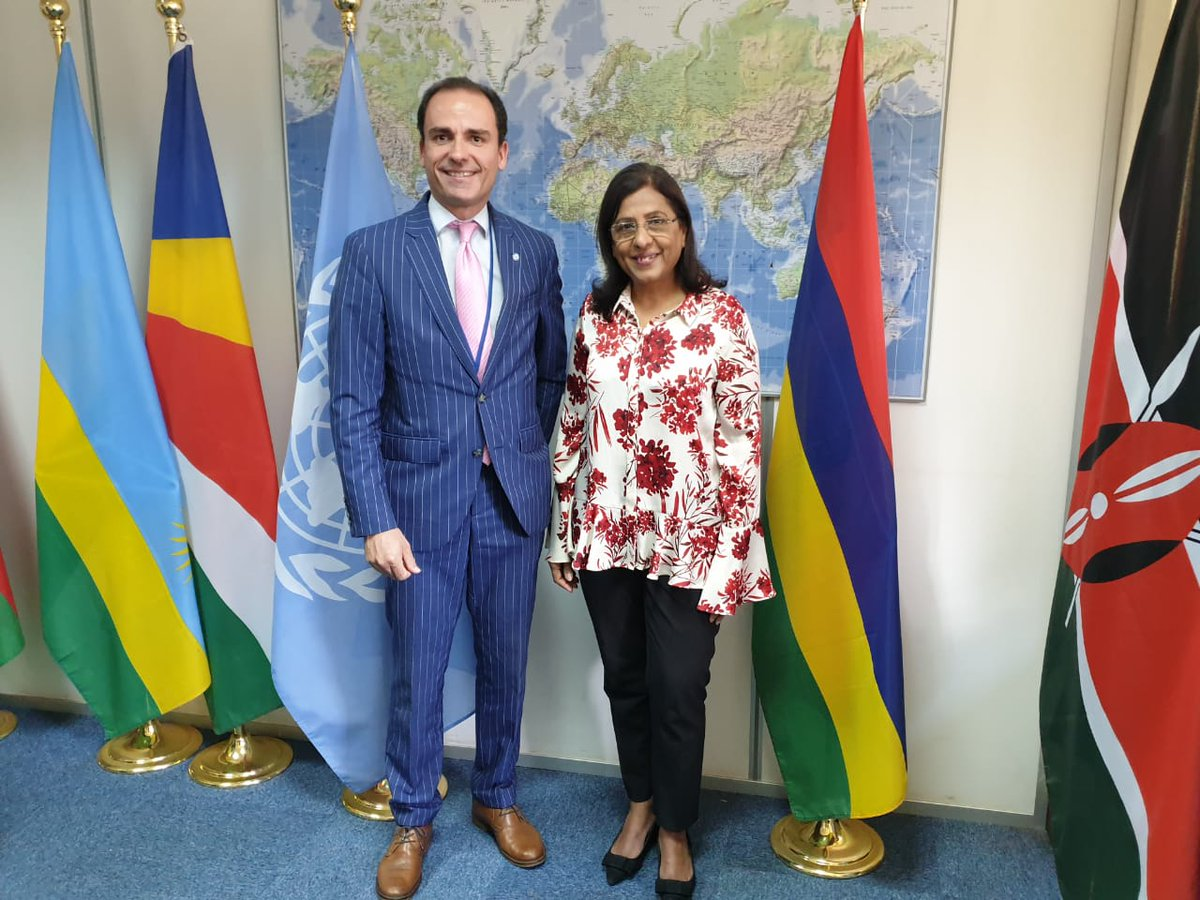
Então Vice Primeira-Ministra das Ilhas Maurício, Fazila Jeewa-Daureeawoo, (à direita) em encontro com representante da UNODC, em 2019.

Fazila Jeewa-Daureeawoo é uma política mauriciana que serviu em vários cargos ministeriais das Ilhas Maurício, como membro do Movimento Socialista Militante. Ela representa a circunscrição nº 19 na Assembleia Nacional. Ela é a primeira mulher a ocupar o cargo de vice-primeira-ministra.

## Carreira jurídica
Jeewa-Daureeawoo trabalhou como procuradora e fez parte do Supremo Tribunal das Maurícias e respectiva Divisão da Família.

## Carreira política
Jeewa-Daureeawoo foi eleita pela primeira vez para a Assembleia Nacional nas eleições gerais de 2005 e ocupou o seu lugar até 2010. Ela foi eleita novamente nas eleições gerais de 2014, e foi nomeada Ministra da Segurança Social, Solidariedade Nacional e Instituições de Reforma até janeiro de 2017.
Foi então nomeada Ministra da Igualdade de Género, Desenvolvimento Infantil e Bem-Estar Familiar até novembro de 2017. Em seguida, ela manteve o título honorário de vice-primeira-ministra até novembro de 2019, enquanto também servia como ministra do governo local e das ilhas externas. Em julho de 2018, ela tornou-se Ministra da Igualdade de Género, Desenvolvimento Infantil e Bem-Estar Familiar novamente depois de uma investigação ter acusado a advogada e ministra em exercício Roubina Jadoo-Jaunbocus de se encontrar com traficantes de drogas presos que não eram seus clientes.
Após as eleições gerais de 2019, foi novamente nomeada para o Ministério da Segurança Social e da Solidariedade Nacional como Ministra da Integração Social, Segurança Social e Solidariedade Nacional.